# Bruce Paltrow
Bruce Weigert Paltrow, född 26 november 1943 i New York, död 3 oktober 2002 i Rom, var en amerikansk regissör och filmproducent. 
Paltrow var gift med skådespelaren Blythe Danner och far till skådespelaren Gwyneth Paltrow och regissören Jake Paltrow.